# VLM Airlines
VLM Airlines (donde "VLM" es una abreviación de Vlaamse Luchttransport Maatschappij, "Compañía Flamenca de Transporte Aéreo") era una aerolínea belga con sede en el edificio aeroportuario B50 en el aeropuerto internacional de Amberes en Deurne, Amberes.

## Historia

### Inicios
VLM Airlines comenzó sus operaciones en mayo de 1993 con un vuelo regular del aeropuerto de Amberes al aeropuerto de la ciudad de Londres. La aerolínea cuenta con más de cuatrocientos empleados, y transportó a 745.781 pasajeros en 2007. Su base de operaciones original fue Amberes, pero la aerolínea también tuvo su base de operaciones en el aeropuerto de la ciudad de Londres.
En 2008 la aerolínea anunció su décimo año consecutivo de beneficios en el año que concluyó el 31 de diciembre de 2007, teniendo un beneficio neto de 3,6 millones de euros. Los ingresos se aumentaron hasta los 112 millones de euros y el número de pasajeros aumento un 9% hasta los 745.781 durante 2007.
El 24 de diciembre de 2007, Air France-KLM anunciaron que habían firmado un acuerdo para la total adquisición de la compañía a Panta Holdings.
Air France-KLM anunció el 28 de mayo de 2009 que VLM Airlines comenzaría gradualmente a operar bajo el nombre de CityJet. El nombre CityJet es utilizada en la actualidad por la aerolínea regional irlandesa asociada con Air France-KLM. Desde 2010 el nombre VLM Airlines está siendo reemplazado por el de CityJet, aunque ambas compañías continúan operando de manera independiente. Como consecuencia, VLM Airlines ha reemplazado su programa de viajero frecuente, VLM Encore, por el Flying Blue de Air France-KLM y flyvlm.com ha sido fusionada con la página web de CityJet.

### Desarrollo desde la década de 2010
A principios de 2014, tras la venta de CityJet por parte de Air France al inversor alemán Intro Aviation, este último decidió "separar" Cityjet y VLM. A partir de entonces, VLM proporcionaría aviones y tripulaciones según ACMI.
Sin embargo, en octubre de 2014, la dirección de VLM Airlines llevó a cabo una compra por parte de la dirección y VLM se independizó de CityJet e Intro Aviation. El director ejecutivo, Arthur White, se convirtió en el accionista mayoritario. La empresa siguió prestando servicios a Cityjet y ofreciendo servicios chárter y reintrodujo vuelos regulares desde el aeropuerto de Amberes a Ginebra y otros destinos. Ese mismo mes, la aerolínea firmó un contrato para arrendar dos Sukhoi Superjet 100, con opciones para 12 más, como posible reemplazo de los Fokker 50, que se entregarán a partir de abril de 2015. Esta fecha se revisó posteriormente a 2016 debido a retrasos en la certificación, sin embargo, el pedido fue cancelado.
En marzo de 2015, se anunció que VLM se haría cargo de dos rutas desde el aeropuerto de Waterford de Irlanda al Reino Unido, que anteriormente eran atendidas por Stobart Air y Flybe. Las rutas a Londres-Luton y Birmingham comenzaron a finales de abril de 2015 y continúan a lo largo de 2016. En junio de 2015, VLM anunció que interrumpiría todas las operaciones hacia y desde su nueva base en el aeropuerto de Lieja (a Aviñón, Niza y Venecia) después de solo seis semanas de servicio, debido a la baja demanda. En diciembre de 2015, VLM Airlines anunció que establecería tres aviones en el aeropuerto de Friedrichshafen en Alemania en febrero de 2016 para hacerse cargo de las rutas nacionales a Berlín, Düsseldorf y Hamburgo que anteriormente proporcionaba la aerolínea regional en quiebra InterSky.

### Cierre
El 13 de mayo de 2016, VLM Airlines se declaró en quiebra ante un tribunal de Amberes tras acumular 6 millones de euros de deuda. La protección por quiebra se concedió por un período de seis meses el 25 de mayo de 2016. VLM planeaba continuar sus operaciones con un plan de recuperación que preveía un retorno al punto de equilibrio a mediados de 2017 con el enfoque principal en mejorar el flujo de caja, estabilizar la situación económica y estabilizar las operaciones. Después de que se anunciara la protección por quiebra, varios pilotos abandonaron la aerolínea debido a un plan de reestructuración centrado en la reducción de costes y la maximización de los ingresos.
VLM Airlines anunció la terminación de sus vuelos desde su base del aeropuerto de Waterford a Londres-Luton con poca antelación antes del 13 de junio de 2016, dejando a Waterford sin tráfico programado.
El 22 de junio de 2016, People's Viennaline anunció la cancelación de su contrato ACMI con VLM sin previo aviso, citando una falta de calidad en los servicios prestados, varios retrasos y cancelaciones. Más tarde, ese mismo día, VLM Airlines se declaró en quiebra. Todos los vuelos fueron cancelados con efecto inmediato y todos los aviones en tierra. El sitio web de la aerolínea fue cerrado unas horas más tarde.
Debido a la desaparición de VLM, su cliente de ACMI, CityJet, reemplazó a VLM con Danish Air Transport en la ruta del aeropuerto de la Ciudad de Londres a Amberes.

### Nueva propiedad, reinicio de operaciones y segunda desaparición
El 9 de septiembre de 2016, SHS Antwerp Aviation llegó a un acuerdo con los receptores. SHS Antwerp Aviation es propiedad de la holandesa SHS Aviation b.v. Desde noviembre de 2016, emplea a 15 personas. Para iniciar operaciones será necesario solicitar un nuevo AOC. 
VLM reinició la ruta del aeropuerto de la Ciudad de Londres a Amberes el 30 de octubre de 2017, asumiendo la ruta anteriormente operada por Danish Air Transport.
El 6 de agosto de 2018, VLM Airlines anunció la terminación de todas las rutas programadas excepto dos (los destinos restantes son Londres y Zúrich) en el Aeropuerto Internacional de Amberes en las próximas semanas para centrarse en las operaciones chárter. Al mismo tiempo, VLM anunció el retiro de su flota Fokker 50, cesando operaciones y entrando en liquidación.

## Antiguos destinos

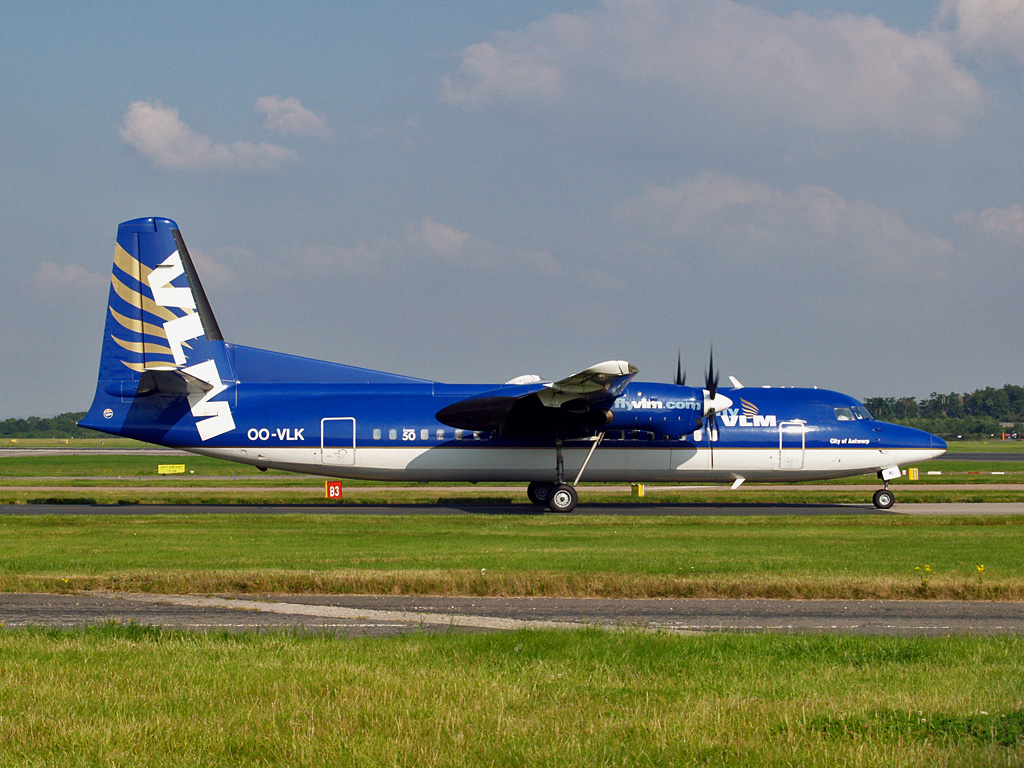
Fokker 50 de VLM con la librea final

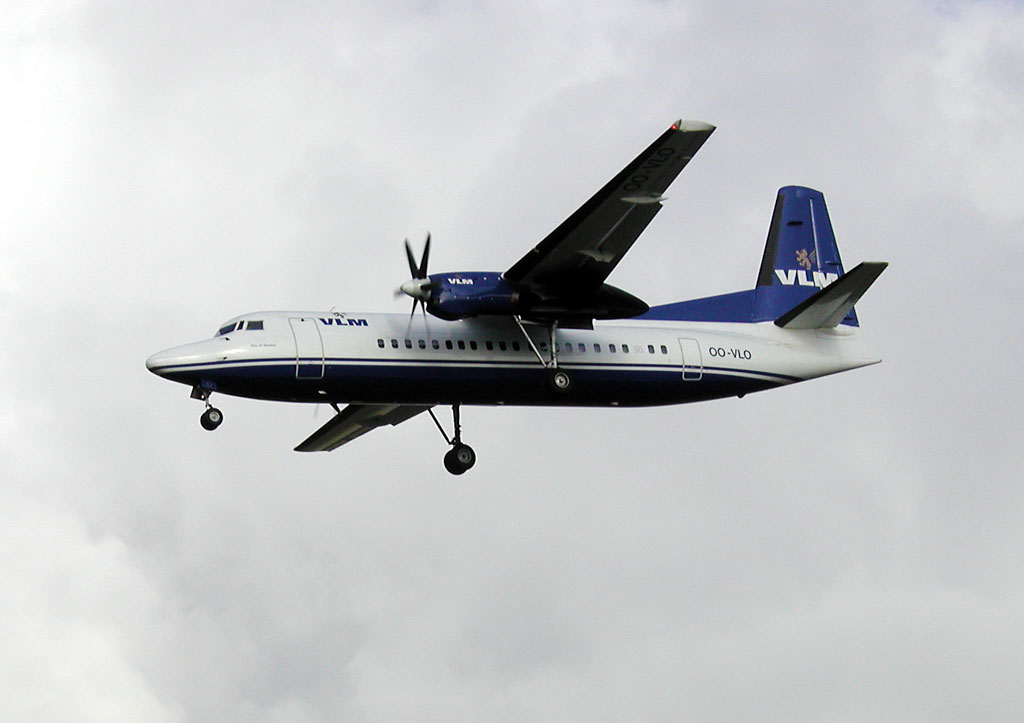
Fokker F50 de VLM con la librea antigua.

| Países       | Destinos           | Aeropuertos                                   |
| ------------ | ------------------ | --------------------------------------------- |
| Alemania     | Berlín             | Aeropuerto de Berlín-Tegel                    |
| Alemania     | Colonia/Bonn       | Aeropuerto de Colonia/Bonn                    |
| Alemania     | Düsseldorf         | Aeropuerto Int. de Düsseldorf                 |
| Alemania     | Friedrichshafen    | Aeropuerto de Friedrichshafen                 |
| Alemania     | Fráncfort del Meno | Aeropuerto de Fráncfort del Meno              |
| Alemania     | Hamburgo           | Aeropuerto de Hamburgo                        |
| Alemania     | Mönchengladbach    | Aeropuerto de Mönchengladbach                 |
| Alemania     | Múnich             | Aeropuerto Int. de Múnich-Franz Josef Strauss |
| Alemania     | Rostock            | Aeropuerto de Rostock-Laage                   |
| Alemania     | Zweibrücken        | Aeropuerto de Zweibrücken                     |
| Bélgica      | Amberes            | Aeropuerto de Amberes-Deurne (HUB)            |
| Bélgica      | Bruselas           | Aeropuerto de Bruselas                        |
| Bélgica      | Lieja              | Aeropuerto de Lieja                           |
| Francia      | Aviñón             | Aeropuerto de Aviñón-Provenza                 |
| Francia      | Nantes             | Aeropuerto de Nantes Atlantique               |
| Francia      | Niza               | Aeropuerto de Niza-Costa Azul                 |
| Francia      | París              | Aeropuerto de París-Orly                      |
| Francia      | Venecia            | Aeropuerto Int. Marco Polo                    |
| Irlanda      | Waterford          | Aeropuerto de Waterford                       |
| Isla de Man  | Isla de Man        | Aeropuerto de la Isla de Man                  |
| Jersey       | Jersey             | Aeropuerto de Jersey                          |
| Luxemburgo   | Luxemburgo         | Aeropuerto de Luxemburgo Findel               |
| Países Bajos | Ámsterdam          | Aeropuerto de Ámsterdam-Schiphol              |
| Países Bajos | Eindhoven          | Aeropuerto de Eindhoven                       |
| Países Bajos | Róterdam/La Haya   | Aeropuerto de Róterdam-La Haya                |
| Reino Unido  | Aberdeen           | Aeropuerto de Aberdeen                        |
| Reino Unido  | Birmingham         | Aeropuerto Int. de Birmingham-West Midlands   |
| Reino Unido  | Liverpool          | Aeropuerto de Liverpool-John Lennon           |
| Reino Unido  | Londres            | Aeropuerto de la ciudad de Londres            |
| Reino Unido  | Londres            | Aeropuerto de Londres-Luton                   |
| Reino Unido  | Mánchester         | Aeropuerto de Mánchester                      |
| Reino Unido  | Southampton        | Aeropuerto Int. de Southampton                |
| Suiza        | Ginebra            | Aeropuerto Int. de Ginebra                    |
| Suiza        | Zúrich             | Aeropuerto Int. de Zúrich                     |

## Flota histórica
La flota de VLM Airlines incluía las siguientes aeronaves:
| Aeronaves             | Total | Introducido | Retirado | Matrículas |
| --------------------- | ----- | ----------- | -------- | --- |
| Airbus A320           | 2     | 2017        | 2018     | OO-TCT y OO-TCX |
| Airbus A321           | 1     | 2018        | 2018     | OO-SBA |
| Boeing 737-800        | 1     | 2015        | 2016     | OK-TVO |
| British Aerospace 146 | 1     | 2007        | 2008     | G-BPNT |
| Fokker 50             | 22    | 1993        | 2018     | PH-DMO, OO-VLG, OO-VLJ, OO-VLS, OO-VLR, OO-VLK, OO-VLO, OO-VLE, OO-VLM (rrg. PH-VLM), OO-VLL, OO-VLN (rrg. PH-VLN), OO-VLQ, OO-VLV, OO-VLX, OO-VLY, OO-VLF, OO-VLP, OO-VLS, OO-VLI, PH-JXK, OO-VLT y OO-VLZ |